# Национальная комиссия по космической деятельности
Национальная комиссия по космической деятельности (исп. Comisión Nacional de Actividades Espaciales, CONAE) — гражданское аргентинское государственное космическое агентство, отвечающее за космическую программу страны. Появилось в 1991 году в результате реорганизации Национальной комиссии по исследованию космоса (исп. Comisión Nacional de Investigaciones Espaciales, CNIE), существовавшей в Аргентине с 1960 года.

## История
История Космонавтики в Аргентине
В 1940-х годах Теофило Табаньера создал Аргентинское межпланетное общество, в которое вошли как местные, так и иностранные специалисты. Благодаря этому Аргентина стала первой латиноамериканской страной, создавшей организацию, занимающиеся вопросами космических полётов, а в 1952 году стала одним из основателей Международной федерации астронавтики.
28 января 1960 году Табаньера возглавил только что созданную Национальную комиссию по исследованию космоса. CNIE совместно с Институтом аэрокосмических исследований (IIAE), принадлежащем ВВС, работала над созданием аргентинских многоступенчатых ракет.
В середине 1960 годов был выполнен проект БИО в результате которого в 1967 году был произведен запуск ракеты Yarará с участием мыши Белисарио, в дальнейшем ещё несколько запусков с грызунами, а в 1969 году запуск ракеты «Канопус II» с участием обезьяны Хуан, в результате Аргентина стала первой страной в Латинской Америке, отправившей объект в космос на ракете собственной разработки.
С 1965 по 1971 было произведено двадцать один запусков ракеты «Ригель».
В течение 1970-х годов Аргентина регулярно запускала двухступенчатые твердотопливные ракеты Castor A на высоты до 500 км. С их помощью было проведено несколько международных экспериментов.
После Фолклендской войны с наложением эмбарго на поставку оружия Буэнос-Айресу, Аргентина участвовала в проекте с участием Египта и Ирака (финансировавшие проект) и Германией (которая предоставила технологию) по созданию баллистической ракеты средней дальности «Ко́ндор II», в которой так же участвовали европейские и американские фирмы. Под давлением американцев и МВФ, а также в связи с экономическими проблемами программа Condor была свёрнута в 1991 году, IIAE был закрыт, а CNIE распущена. Дальнейшие работы над реактивными двигателями и носителями запрещены.
Взамен CNIE 28 мая 1991 была года создана CONAE, основной задачей которой стала на тот момент разработка спутников дистанционного зондирования Земли и экологического мониторинга.
В начале 1990-х новая администрация подписала соглашения с НАСА и европейскими агентствами. В результате были разработаны и запущены спутники наблюдения Земли, включая:
- SAC-A[исп.] 3 декабря 1998,
- SAC-B[исп.] 4 декабря 1996,
- SAC-C[исп.] 21 ноября 2000,
- SAC-D[англ.] 10 июня 2011.

16 октября 2014 года был запущен ARSAT-1, первый спутник связи на геостационарной орбите изготовленный на территории Аргентины (с применением иностранных компонентов).
Кроме того, планируется запуск ещё нескольких спутников в ближайшие годы.
В 1998 году агентство получило приглашение от НАСА присоединиться к проекту строительства Международной космической станции (МКС). Но правительство отклонило предложение, из-за больших расходов при участии в проекте.
В 2009 году был произведен запуск ракеты Gradicom I, в 2011 году был произведен запуск ракеты Gradicom II.
В 2007 и 2008 году проводились испытания сурорбитальных ракет серии «Тронадор I» (рус. Громовержец). В 2011 году был произведен неудачный запуск T4000, являющейся третьей ступенью разрабатываемой ракеты «Тронадор II». В 2013—2014 году проводились запуски Vex, являющегося прототипом низкоорбитального ракета-носителя «Тронадор II», первый запуск которого запланирован на 2015 год.

## Инфраструктура
CONAE принадлежит Космический центр Теофило Табаньеры, в состав которого входят:
- Кордовская наземная станция[исп.]
- Центр управления полётами CONAE[исп.]
- Сборочно-испытательный комплекс CONAE[исп.]
- Институт космических исследований Марио Гулича[исп.]